# St. Wigiberti (Altengottern)

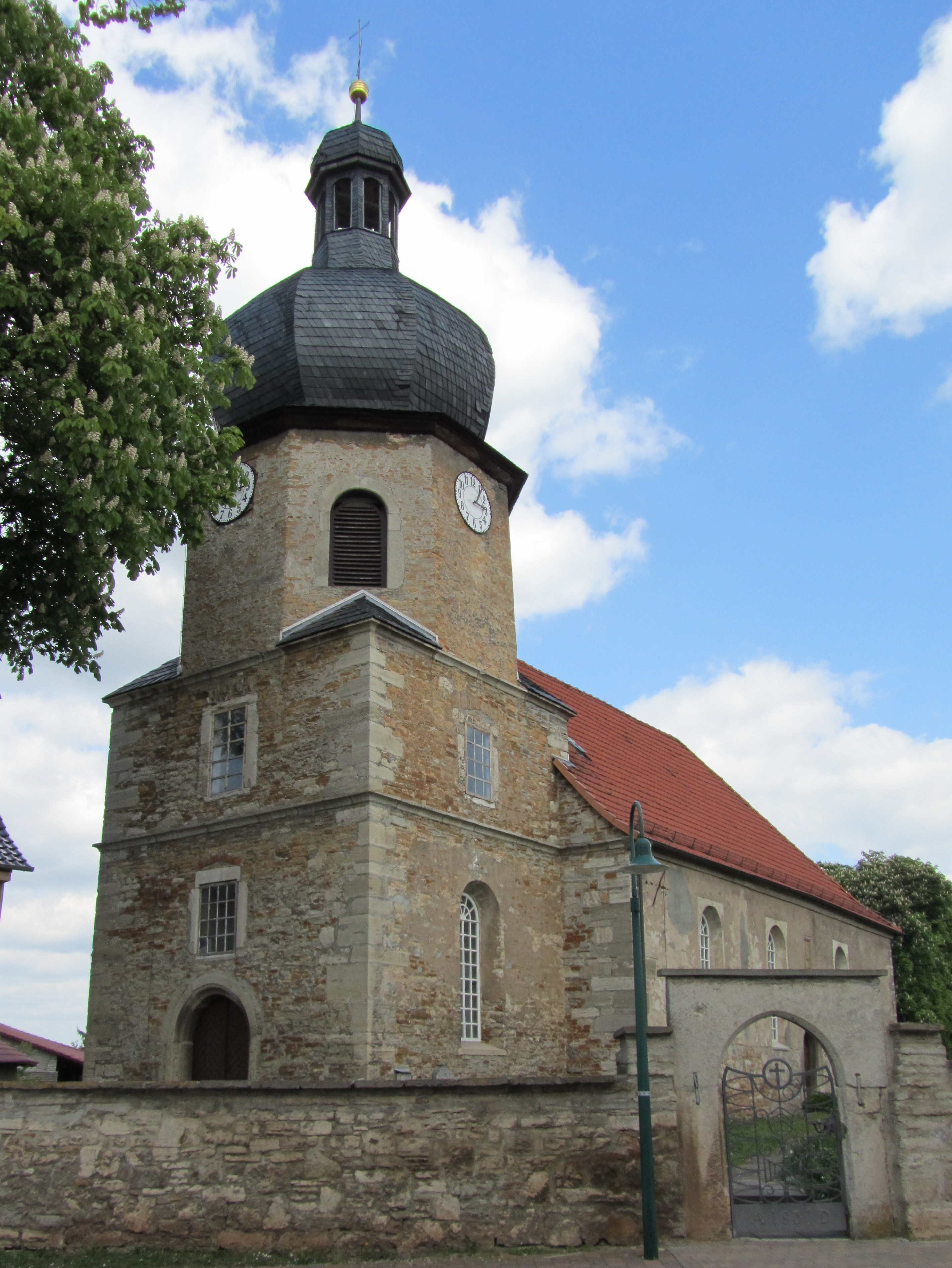
Die Wigiberti-Kirche

Die evangelische Dorfkirche St. Wigiberti, auch St. Wigberti, steht im Unterdorf von Altengottern, einem Ortsteil der Gemeinde Unstrut-Hainich im Unstrut-Hainich-Kreis in Thüringen.

## Geschichte
Altengottern entwickelte sich aus zwei Siedlungskernen in der versumpften oder vernässten Umgebung der Unstrutniederung in das Unter- und Oberdorf. 1539 nahmen die Bürger des Ortes den evangelisch-lutherischen Glauben an. Ihr erster Pfarrer war Johann Grießbach aus Mühlhausen. 1641 wurden das Dorf und die Burg Altengottern Opfer des Dreißigjährigen Krieges. 1650 begann der Wiederaufbau und die Wiederbesiedlung. Von 1692 bis 1695 wurde die St.-Wigiberti-Kirche als Saalbau am Platz einer Vorgängerkirche erbaut.

## Nach der politischen Wende
Die letzte Sanierung erfolgte 1992 und 1997 mit Fördermitteln der Deutschen Stiftung Denkmalschutz. Der Platz vor der Gemeindeverwaltung und der anderen Kirche wurde neu gestaltet. Das Kriegerdenkmal der gefallenen und vermissten Opfer beider Weltkriege auf dem Friedhof wurde restauriert und eingeweiht.